# Baróti-medence
Koordináták: é. sz. 46° 05′ 57″, k. h. 25° 34′ 48″46.099167°N 25.580000°E

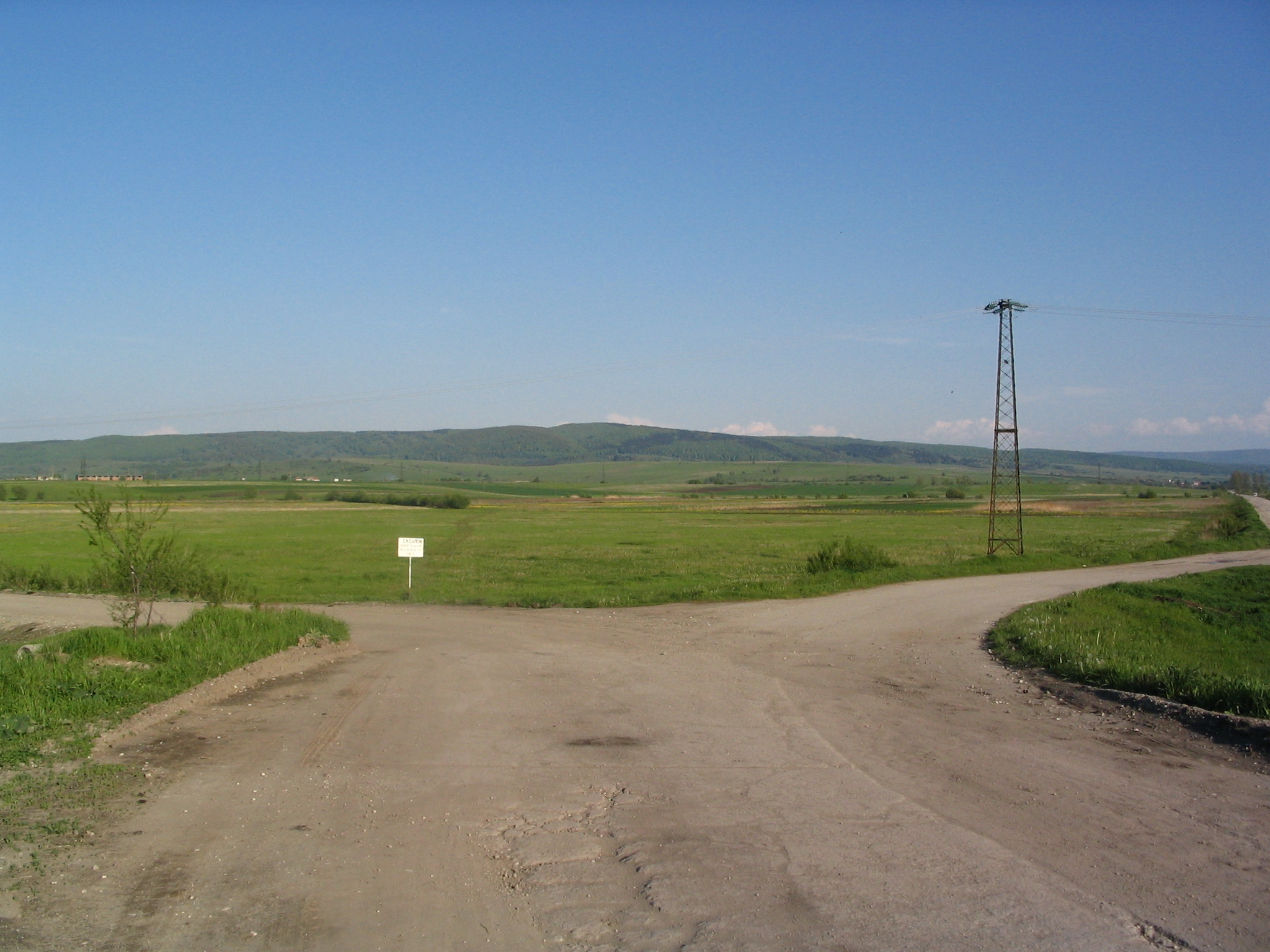
A Baróti-medence nyugati része, háttérben a Bükkfej (819 m)

A Baróti-medence (másik nevén Erdővidéki-medence, románul: Depresiunea Baraolt) egy tektonikus eredetű medence Kovászna megye északnyugati részén, a Baróti-hegység, a Dél-Hargita és a Persány-hegység között. A Brassói-medence északnyugati folytatása. A 475-650 m magasságban húzódó felszínt a Kormos-patak és a Barót-patak vízrendszere erodálja. Átlagos magassága 470 méter körüli. A Baróti-medencét a Hatod-hágó (710 m) köti össze az Olt keleti völgyével és a Hagymás-hágó (667 m) a Kis-Homoród völgyével.

## Települések
Barót, Felsőrákos, Köpec, Bibarcfalva, Olasztelek.

## Lásd még
- Erdővidék